# Пусикет Долс
„Пусикет Долс“ (на английски: The Pussycat Dolls) е известна американска музикална група, съставена изцяло от жени. В състава ѝ влизат Никол Шерцингер, Мелъди Торнтън, Кармит Бахар, Ашли Робъртс, Джесика Сута и Кимбърли Уаят, които шокират публиката със скандалните текстове на песни като Don't Cha, Beep, Buttons и Wait a minute. Сред техните песни са и няколко по-подвижни балади като Stikwitu и Feelin` Good. Пусикет Долс се сформират в Лос Анджелис, като танцуваща група, чийто състав се сменя многократно.
Никол е била член на женската група Eden's Crush. Останалите 5 са танцьорки. Джесика Сута е участвала в мажоретния състав на баскетболистите от „Маями Хийт“.
През 1993 г. групата започва участия със собствена хореография, повлияна от прочутия кинорежисьор Боб Фос („Сладка Щедрост“, „Кабаре“). Музикалното озвучаване се състои от парчета на Лед Цепелин, Сукси, Бьорк. Междувременно Кристина Апългейт им предлага да участват в програмата на клуба „Сънсет Стрип“, известен като „Вайпър Руум“, чийто собственик е Джони Деп. Преди официалния си дебют през 1995 г. състава се променя на няколко пъти. През 2012 г. VH1 класира групата на 100-то място в класацията на „Най-великите жени в музиката“, като и десето място за „Най-добре продавани момичешки групи за всички времена“.

## История

### Кабаретна група (1995 – 2002)
Групата е сформирана официално през 1995 от артистичната хореографка Робин Антин. Близки на тъмнокосата красавица твърдят, че обмисляла идеята за създаване на група за модерни танци още през 1993 г. заедно с Кристина Апългейт (нейна приятелка от гимназията). В началото момичетата излизали на сцена заедно с много гостуващи артисти. Репертоарът им включвал песни от 50-те и 60-те години на 20 век.
Собствениците на нощен клуб в Лас Вегас ги харесват и момичетата остават там до 2001 г. През 2000 г., вокалистката на No Doubt Гуен Стефани, а по-късно и Кристина Агилера посещават клуба и веднага изявяват желание да заснемат общ спот. През 2002 г. Пусикет долс се местят в „Рокси“.
Пусикет Долс стават световноизвестни. Появяват се по кориците на едни от най-четените списания, както и в ефира на телевизии от ранга на MTV и VH1. Участват в различни кампании, реклами и дори се снимат в киното. Една година по-късно показват завидните си танцови умения и в касовата лента Ангелите на Чарли. Малко след това групата променя звученето си – превръща се в R&B група.
Сексапилната актриса Кармен Електра също е била част от Пусикет Долс за известно време. „Близо две години бях неотлъчно до тях, но, не можах да се включа финансово в новия им музикален проект“, споделя Кармен.

### Формиране на звукозаписна група иPCD(2003 – 2007)
През май 2003 г., Никол Шерцингер се присъединява към Пусикет Долс, които все още са кабаретна група. За първи път ги е видяла в късното шоу на Дейвид Летерман през ноември 2002 г., където Кармен Електра пее песента Big Spender от мюзикъла Sweet Charity на Боб Фос. През 2006 г., Шерцингер казва:„Не можех да повярвам. Играх Велма Кели в колежа в Чикаго.“. Също споделя че е било предизвикателство да се формира групата, но всяко момиче е имало нещо различно, с което да допринесе за развитието на групата. През 2003 г. кабаретната група, създадена от Робин Антин, решава да премине в стил R'n'B. В групата учатват още Кармит Бахар, Кимбърли Уаят, Мелъди Тронтън, Джесика Сута и Ашли Робъртс. Кавърът им на песента Sway участва в саундтрака на филма „Ще танцуваме ли“ с Дженифър Лопес и Ричърд Гиър. На 13 сепември 2005 г., вече R'n'B групата издава дебютният си албум PCD. Албумът дебютира под номер 5 в класацията на Билборд 200, след което достига до 7 млн. продадени копия в целия свят. Първият им сингъл Don't cha е колаборация с рапъра Бъста Раймс и достига до номер 1 в много държави, включително Обединеното Кралство, Австралия и Канада и достига до номер 2 в класацията на Билборд. Баладата Stickwitu също достига до топ 5 в САЩ и става вторият им сингъл, заел номер 1 в Обединеното кралство. По-късно песента в номинирана за грами в категорията за „Най-добро поп изпълнение от дует или група.“
Песента Beep с участието на Уил Ай Ем е по-неуспешна, но заема първо място в Белгия и Нова Зеландия. Колаборацията със Снууп Дог Buttons влиза в Топ 3 на UK Singles Chart и САЩ. Следващата им песен I Don't Need a Man не е успешна, въпреки че достига до Топ 10 на Австралия, Нова Зеландия, Ирландия и Обединеното Кралство. Шестият сингъл на групата, който е с участието на мега-успешния продуцент и изпълнител Тимбаленд ги води до Топ 40 на САЩ. След издаването на албума, групата тръгва на световно турне PCD World Tour заедно с Риана, с която пеят в Обединеното Кралство. След турнето групата е в почивка, което води до слухове за разпадане на състава. В интервюта „куклите“ казват че не се разпадат и дори ще издадат нов албум. Информацията се потвърждава, но точно преди издаването на пилотния сингъл, Кармит Бахар обявява че напуска групата.

### Doll Dominationи напускане на членове (2008 – 2010)
Групата се завръща на музикалната сцена на 27 май 2008 г. с новия си сингъл When I Grow Up, който достига до номер 5 в Щатите и до номер 1 в класацията на Билборд за денс парче. Песента оглавява няколко класации по света и се превръща в световен хит. Следващата песен Whatcha Think About That с участиено на Миси Елиът не успява да влезе в класациите на Щатите, но достига до Топ 20 на някои други държави. След малко забавяне и издаването на двете песни, Doll Domination най-после е издаден. По-късно е преиздаден с бонус песни – солови парчета на всеки член на групата. Албумът дебютира под номер 4 в Билборд Топ 200, с което побеждава успехът на първия им албум. През първата седмица са продадени 79 000 копия – с 20 000 по малко от дебютния албум. Прекарва само 7 седмици в Топ 100 в сравнение със задържалия се почти цяла година PCD. Издадени са още две песни – I hate this part и Bottle pop.
През януари 2009 групата тръгва на второто си световно турне подгрявано от Лейди Гага в Австралия и Европа и Ни Йо в Обединеното кралство. В средата на 2009 г. групата е подгряваш изпълнител в турнето на Бритни Спиърс The Cirus. Освен соло изпълненията на момичетата, преиздаденият албум съдържа и още две песни – „Jai Ho !“ (в превод „Ти си моята съдба“), който е саундтрак към филма „Беднякът милионер“ и Hush Hush, която е ремикс на I will survive.. След това отново се носят слухове за разпадане на групата, предизвикани от изказване на Мелъди по време на участие на групата. По-късно през годината Ашли, Мелъди, Джесика и Кимбърли обявяват напускането си на групата. В интервю Никол казва, че всяка от тях е решила да тръгне по свой път, но тя все още е в групата. По-късно казва че се очаква новият състав на куклите да издаде нов албум до края на 2010 г., но такъв не излиза, защото съставът постоянно се сменя и Никол споделя че вече дори не знае какво става с групата, след като в края на същата година Никол напуска групата, за да започне солова кариера.

### Реформиране,The Pussycat Dolls Tourи разпад (2019 – 2021)
Пусикет Долс се завръщат през есента на 2019 г., но без Мелъди. На 30 ноември групата се представя по време на финала на The X Factor: Celebrity където представят хитовете си Buttons, When I Grow Up, Don't cha и най-новата си песен React, чийто видеоклип и сингъл излизат през февруари 2020 г. През същата година е обявено че групата ще тръгне на третото си турне Unfinished Business, но поради „Пандемията от COVID-19“ е отменено два пъти. В началото на 2022 г. Никол публикува в своя Instagram профил че поради случаите на „COVID-19“ в света турнето им е официално отменено и групата отново се разпада.

## Дискография

### Студийни албуми
- PCD (2005)
- Doll Domination (2008)

### Преиздания
- Doll Domination 2.0 (2009)
- Doll Domination 3.0 (2009)

### EP албуми
- Sessions@AOL (2006)
- Doll Domination: The Mini Collection (2009)
- Celebrating Pride: The Pussycat Dolls (2022)

### Видео албуми
- Pussycat Dolls: Live from London (2006)
- The Pussycat Dolls: Live from Control Room (2007)

### Сингли
- Sway (2004)
- Don't Cha (2005)
- Stickwitu (2005)
- Beep (2006)
- Buttons (2006)
- I Don't Need a Man (2006)
- Wait a Minute (2006)
- When I Grow Up (2008)
- Whatcha Think About That (2008)
- I Hate This Part (2008)
- Out of This Club (2008)
- Bottle Pop (2009)
- „Jai Ho! (You Are My Destiny)“ (2009)
- Hush Hush; Hush Hush (2009)
- React (2020)

### Промоционални сингли
- Right Now (NBA версия) (2007)
- Top of the World (2009)

## Видеоклипове
| Видеоклип                    | Премиера | Албум           |
| ---------------------------- | -------- | --------------- |
| Sway                         | 2004     | -               |
| Don't cha                    | 2005     | PCD             |
| Stickwitu                    | 2005     | PCD             |
| Beep                         | 2005     | PCD             |
| Buttons                      | 2006     | PCD             |
| I don't need a man           | 2006     | PCD             |
| Wait a minute                | 2006     | PCD             |
| When I grow up               | 2008     | Doll domination |
| Whatcha think about that     | 2008     | Doll domination |
| I hate this part             | 2008     | Doll domination |
| Bottle pop                   | 2009     | Doll domination |
| Jai ho! (You are my destiny) | 2009     | Doll domination |
| Hush hush; hush hush         | 2009     | Doll domination |
| React                        | 2020     | -               |

## Турнета

### Самостоятелни
- PCD World Tour (2006 – 2007)
- Doll Domination Tour (2009)
- Unfinished Business (2020 – 2021; отменено)

### Подгряващи
- Блек Айд Пийс – Honda Civic Tour (2006)
- Кристина Агилера – Back to Basics Tour (2007)
- Бритни Спиърс – The Circus Starring Britney Spears (2009)

## Риалити шоута
- Pussycat Dolls Present: The Search For the Next Doll (2007)
- Pussycat Dolls Present:Girlicious (2008)